# 佐賀県道260号東与賀佐賀線
佐賀県道260号東与賀佐賀線（さがけんどう260ごう ひがしよかさがせん）は、佐賀県佐賀市を通る一般県道である。

## 概要
佐賀市東与賀町大字田中から佐賀市本庄町大字本庄に至る。
有明海沿岸道路（大川佐賀道路）の東与賀IC（仮称）と接続するバイパス（延長2.0 km）の建設が進められ、2024年（令和6年）9月30日に開通した。

### 路線データ
- 起点：佐賀県佐賀市東与賀町大字田中（佐賀県道313号飯盛戸ヶ里港線交点）
- 終点：佐賀県佐賀市本庄町大字本庄（佐賀大学前交差点、佐賀県道54号西与賀佐賀線交点）

## 歴史
- 1993年（平成5年）5月11日 - 建設省から、県道東与賀佐賀線の一部を西与賀佐賀線として主要地方道に指定される[5]。
- 2024年（令和6年）9月30日 - 本庄バイパス（延長2.0 km）開通[1][2][3]。

## 路線状況

### 愛称
- 佐大通り（さだいどおり） - 佐賀大学の東側、佐賀大学前交差点から佐大南交差点[6][7]。

### 重複区間
- 国道444号（佐賀市東与賀町大字田中・住吉交差点 - 佐賀市東与賀町大字田中・作出（つくいで）交差点）

### 道路施設

#### 橋梁
- 下小堂橋（佐賀市）
- 新屋敷橋（佐賀市）
- 西中村橋（佐賀市、国道444号重複区間内）
- 中村橋（佐賀市、国道444号重複区間内）
- 作出（つくいで）橋（佐賀市、国道444号重複区間内）

## 地理

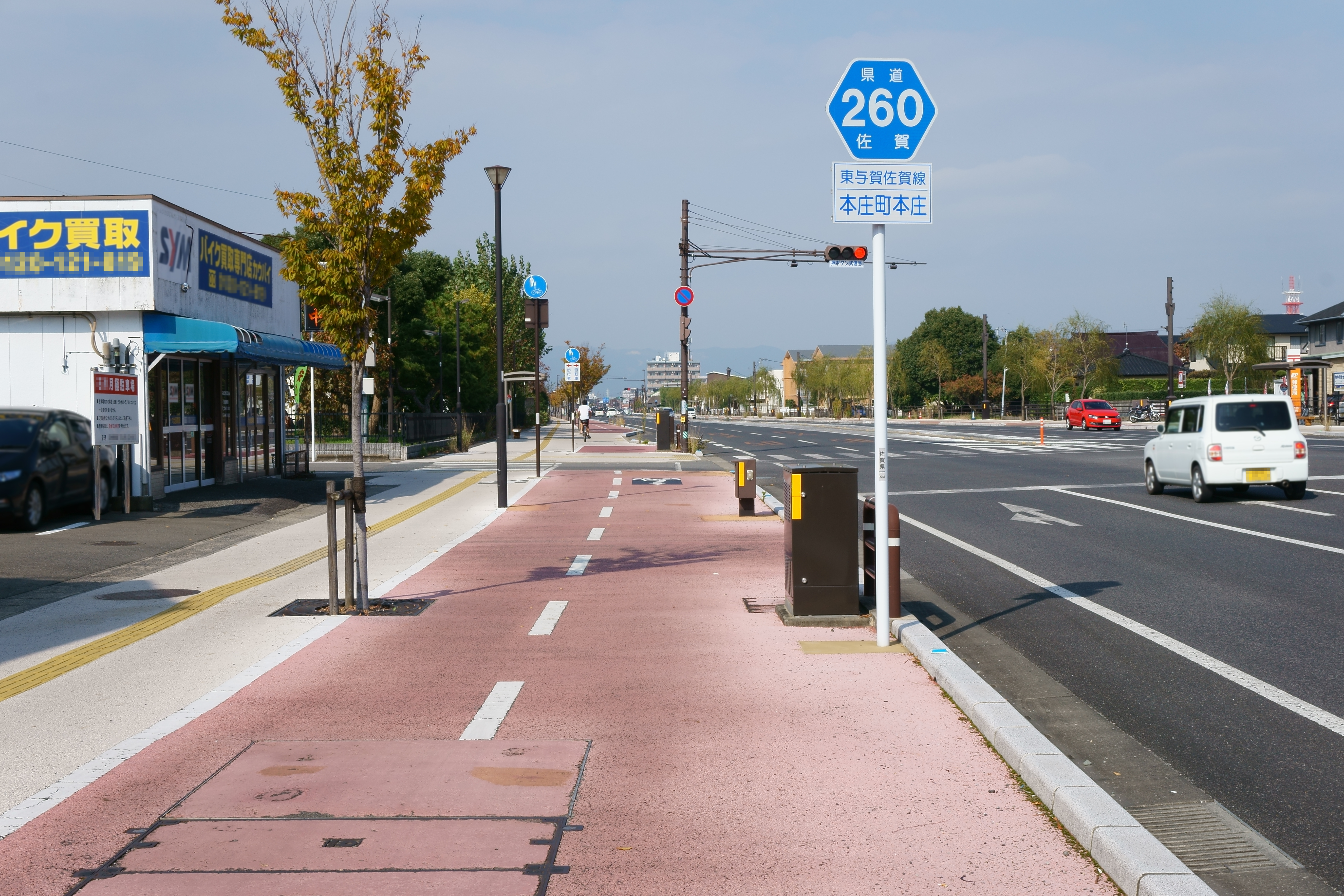
自転車レーンのある歩道（佐賀大学東）

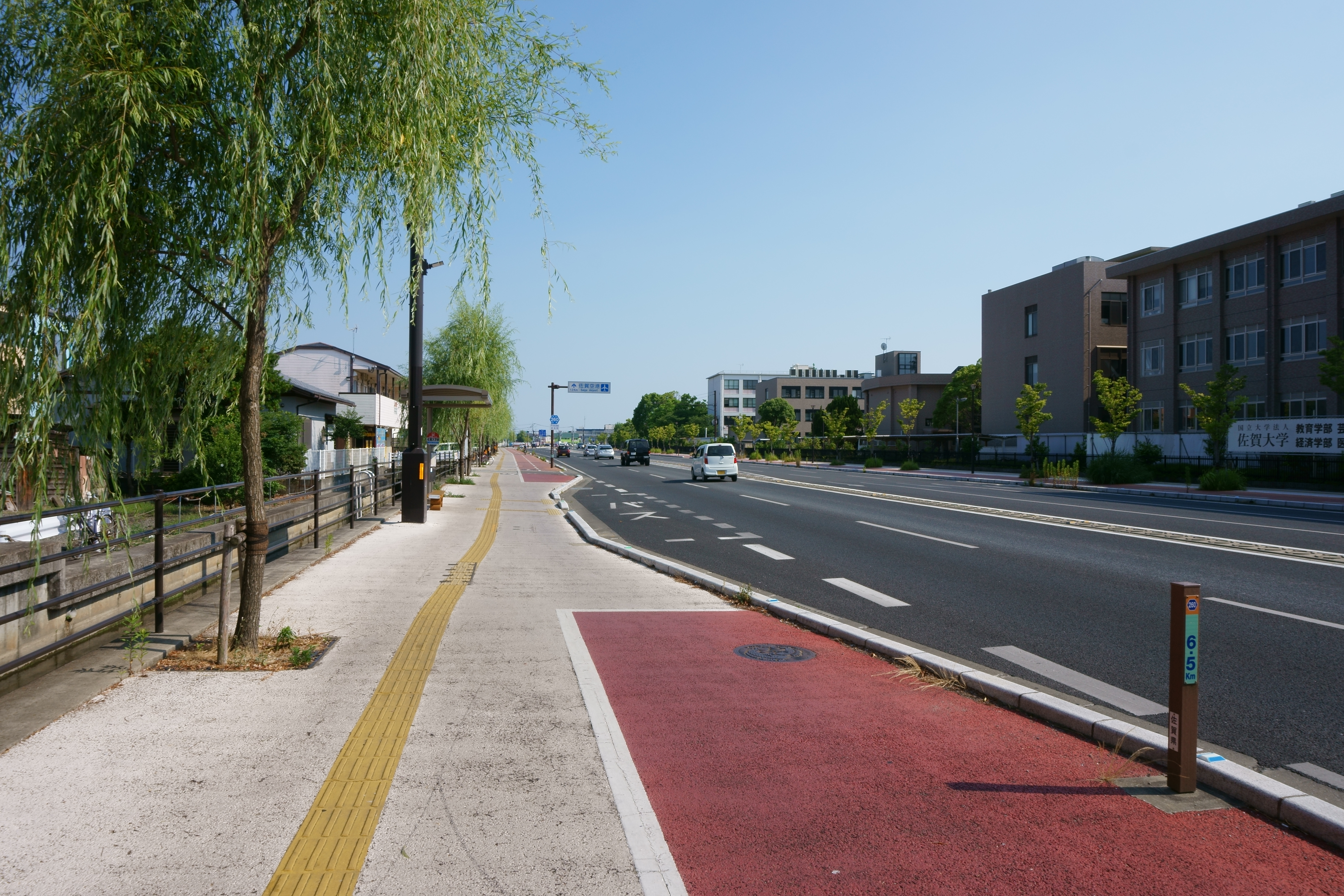
佐賀大学前バス停付近から南方

### 通過する自治体
- 佐賀市

### 交差する道路
| 交差する道路                                   | 交差する場所             | 交差する場所            |
| ---------------------------------------------- | ------------------------ | ----------------------- |
| 佐賀県道313号飯盛戸ヶ里港線                    | 東与賀町大字田中         | 起点                    |
| 国道444号 重複区間起点                         | 東与賀町大字田中         | 住吉交差点              |
| 国道444号 重複区間終点                         | 東与賀町大字田中         | 作出（つくいで）交差点  |
| 佐賀県道48号佐賀外環状線 佐賀南部広域農道 重複 | 東与賀町大字下古賀       | 下古賀交差点            |
| 有明海沿岸道路 / 大川佐賀道路（事業中）        | 本庄町大字鹿子（かのこ） | 東与賀IC（仮称）        |
| 国道208号 佐賀県道401号佐賀環状自転車道線 重複 | 本庄町大字本庄           | 佐大南交差点            |
| 佐賀県道54号西与賀佐賀線                       | 本庄町大字本庄           | 佐賀大学前交差点 / 終点 |

### 沿線
- 佐賀市役所 東与賀支所
- 佐賀市立東与賀小学校
- 佐賀市立東与賀中学校
- 佐賀市立本庄小学校
- 佐賀市立体育館
- 佐賀大学教育学部附属特別支援学校
- 佐賀南警察署
- 佐賀大学